# Gadoria falukei
Gadoria falukei, es la única especie herbácea y perenne del género monotípico Gadoria perteneciente a la familia de las plantagináceas.

## Descripción

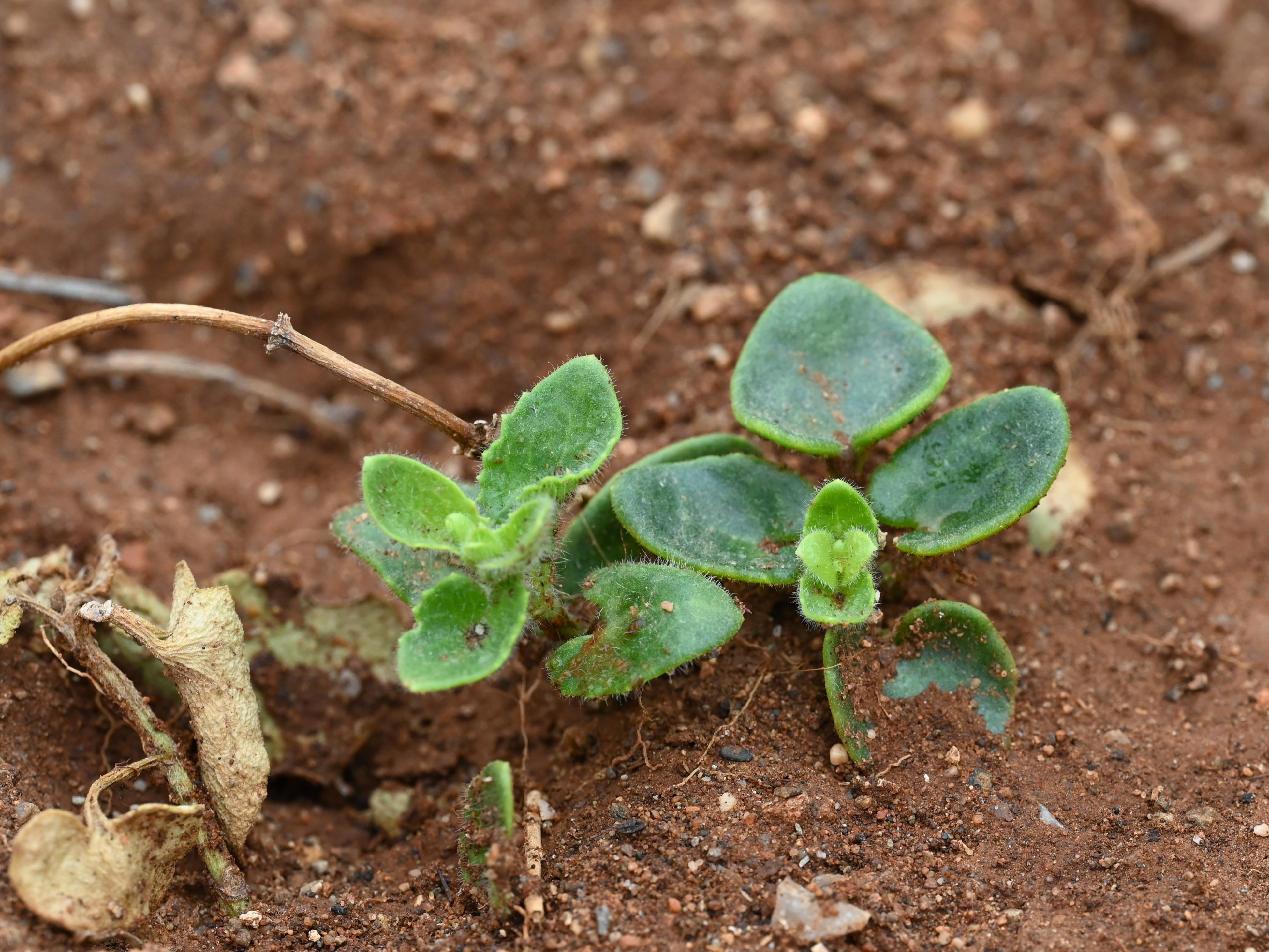
Plantas en crecimiento

Se trata de una planta perenne de una altura máxima de 40 cm. Tiene un indumento compuesto por pelos glandulíferos, presenta hojas opuestas, anchamente ovadas, cordadas por su base, pecioladas, de nerviación reticulada, de haz brillante y envés grisáceo, con el borde ligeramente crenado. Las flores tienen el pedicelo más largo que el cáliz, que tiene sépalos agudos, soldados en la base, ligeramente imbricados, con largos pelos glandulíferos, persistentes. La corola es bilabiada, amarilla; si labio superior patente, con dos lóbulos ligeramente imbricados; labio inferior con el paladar con dos gibas prominentes, pelosas. Sus semillas son negras, irregularmente reticuladas. Presenta flor desde mayo hasta junio.

## Distribución
Se localiza exclusivamente en la Sierra de Gádor, en la provincia española de Almería.

## Hábitat
Se puede encontrar en paredes de conglomerado marino con capacidad de filtrar agua, cerca de poblaciones de Lafuentea rotundifolia y Antirrhinum mollisimum. La zona en la que se ha encontrado tiene un tamaño menor de una hectárea, y sólo han sido localizados una veintena de ejemplares. Un censo realizado en 2013 arrojó el dato de que la población total de la especie se limitaba a 16 ejemplares reproductores y 8 en edad juvenil.

## Historia
El primer encuentro documentado con esta especie data de enero de 2012, en una expedición de Francisco Rodríguez Luque, conocido por el apodo Faluke que posteriormente daría nombre a la especie, en búsqueda de ejemplares de Athamanta vayredana, por entonces desconocida en la zona. Cerca de una población de estas plantas se descubrió un ejemplar desconocido que posteriormente sería identificado como Gadoria falukei. Unas primeras imágenes de la planta llevaron a pensar que pertenecían al género Asarina, si bien la población del dicho género más cercana se encuentra en los Pirineos. Juan Mota y Jaime Güemes, científicos de las universidades de Almería y Valencia, fueron quienes descubrieron que esta planta no se correspondía con ninguna especie anteriormente conocida. Poco después se recolectaron semillas y se realizaron estudios para comprobar su material genético.

## Amenazas
Se ha identificado a la población caprina de la zona como la principal amenaza para esta especie, que la tiene como alimento. Los ejemplares localizados han sido vallados para prevenir esto y colaborar en la supervivencia de la especie. Otra amenaza no menos importante es la peculiaridad y especialización de su hábitat.